# Amédée Achard
Louis Amédée Eugène Achard (Marsella, 19 de abril de 1814-París, 24 de marzo de 1875) era un escritor francés.
Pasó un tiempo en Argelia, Toulouse y Marsella antes de afincarse definitivamente en París donde trabajó en varias publicaciones como Vert-Vert, L’Entracte, Le Charivari o L'Époque. 

## Obra seleccionada
- Belle-Rose 1847
- Les Petits-fils de Lovelace 1854
- La Robe de Nessus 1855
- Maurice de Treuil 1857
- Le Clos Pommier 1858
- La Sabotière 1859
- Les Misères d'un millionnaire 1861
- Histoire d'un homme 1863
- Les Coups d'épée de M. de La Guerche 1863
- Envers et contre tous 1874
- Madame de Sarens 1865
- La Chasse à l'idéal 1867
- Marcelle 1868
- La Cape et l'Épée 1875
- Toison d'or 1875

- Datos: Q482162
- Multimedia: Amédée Achard / Q482162